# Волосков, Алексей Владимирович
Алексей Владимирович Волосков (род. 28 августа 1977, Краснодарский край) — российский военнослужащий. Гвардии полковник. Герой Российской Федерации (2014).

## Биография
Родился 28 августа 1977 года в станице Красноармейская (ныне — Полтавская) Красноармейского района Краснодарского края.
Окончив 9 классов средней школы, поступил в СПТУ в соседнем Славянском районе, где стал учиться на повара.
По окончании СПТУ в 1996 году поступил в Челябинское высшее танковое командное училище (с 2007 года не существует), которое окончил в 2000 году.
С 2000 года служил на командных должностях в Сухопутных войсках Вооружённых сил Российской Федерации. Окончил Общевойсковую академию Вооружённых Сил Российской Федерации.
В 2010-х годах проходил службу в 18-й отдельной гвардейской мотострелковой бригаде 58-й общевойсковой армии Южного военного округа в Чеченской Республике.
Летом 2014 года принял участие в специальной боевой операции своего подразделения, в ходе которой, несмотря на тяжёлое ранение, обеспечил выполнение поставленной командованием задачи.
За мужество и героизм, проявленные при выполнении специального задания, Указом Президента Российской Федерации («закрытым») от 22 октября 2014 года гвардии подполковнику Волоскову Алексею Владимировичу присвоено звание Героя Российской Федерации с вручением знака особого отличия — медали «Золотая Звезда».
В последующие годы служил в 68-м армейском корпусе Восточного военного округа (ВВО) в городе Южно-Сахалинск Сахалинской области. В настоящее время — командир 206-го гвардейского учебного танкового полка 212-го гвардейского окружного учебного центра подготовки младших специалистов (танковых войск) имени генерал-лейтенанта И. Н. Руссиянова ВВО в городе Чита Забайкальского края.
В рамках военно-патриотического воспитания молодёжи и школьников участвует в проведении «уроков мужества» под эгидой Российской ассоциации Героев (РАГ). Является представителем РАГ в Забайкальском крае.
Имя А. В. Волоскова в 2017 году было увековечено на памятной доске в краснодарском сквере имени Г. К. Жукова.
Гвардии полковник.

## Награды
- Герой Российской Федерации (2014);
- медали Российской Федерации.

## Семья
Сын — Андрей (2000—2023) — гвардии лейтенант, командир десантно-штурмового взвода 299-го гвардейского парашютно-десантного ордена Кутузова полка 98-й гвардейской воздушно-десантной дивизии Воздушно-десантных войск Западного военного округа. Участник вторжения России на Украину. Погиб в бою 4 ноября 2023 года, Герой Российской Федерации (2024).